# Herb gminy Kostomłoty
Herb gminy Kostomłoty – symbol gminy Kostomłoty.

## Wygląd i symbolika
Herb przedstawia na tarczy w białym (srebrnym) polu, w czerwonym ornacie ze złotymi zdobieniami, nałożonym na białej albie, z czerwoną infułą na głowie i złotym pastorałem w prawej dłoni ukazana jest en face postać świętego Wincentego. Stoi bez obuwia, przytrzymując lewą ręką przyciśniętą do piersi wstęgę barwy złotej, odchodzącą w kierunku heraldycznie prawym z napisem „SOS VICETIS”.
Na herbie umieszczono patrona niegdysiejszego miasta Kostomłoty. Białe tło tarczy oznacza radość, świąteczny nastrój. Stojąca postawa symbolizuje czujność, cześć i gotowość do pełnienia służby. Tak od najdawniejszych czasów ukazywano ludzi składających ofiarę ze swego życia. Potwierdzeniem tego jest czerwony ornat biskupa – symbol męczeństwa. Biała alba przypomina o czystości serca. Infuła na głowie świętego przypomina o mądrości Starego i Nowego Testamentu. Laska biskupia jest znamieniem rządów oraz podtrzymywania słabych i ponaglania leniwych. Dłoń złożona na piersiach przypomina o potrzebie wielkiej dzielności, gotowości do poświęceń, miłości i wierności. Napis na wstędze jest skrótem słów „święty Wincenty”.